# Sumiyoshi Tadashi
Sumiyoshi Tadashi (住吉 正 Trú Cát Chính), (sinh ngày 10 tháng 2 năm 1893 mất ngày 24 tháng 3 năm 1976), là một vị tướng trong Lục quân Đế quốc Nhật Bản, tham gia chiến dịch Thái Bình Dương trong Chiến tranh thế giới thứ 2.

## Tiểu sử
Sumiyoshi sinh ra ở tỉnh Hiroshima. Ông tốt nghiệp khóa 26 Trường Sĩ quan Lục quân (Đế quốc Nhật Bản) năm 1914, chuyên ngành pháo binh. Năm 1923, ông tốt nghiệp khóa 35 Đại học Lục quân (Đế quốc Nhật Bản).
Sau khi làm việc ở một số bộ phận như Bộ Tổng Tham mưu Lục quân Đế quốc Nhật Bản, trường pháo binh và Tổng Thanh tra đào tạo quân sự, Sumiyoshi được bổ nhiệm làm tham mưu trưởng Sư đoàn 3 IJA. Chỉ huy các lực lượng pháo binh dã chiến đóng tại biên giới, ông tham gia vào chiến tranh Trung-Nhật lần thứ 2 với đạo quân Quan Đông. Tháng 3 năm 1941, ông thăng chức thiếu tướng.
Chiến sự Thái Bình Dương bắt đầu, Sumiyoshi chỉ huy đơn Quân đoàn 17 Pháo binh hạng nặng cùng với 2 trung đoàn bộ binh, hỗ trợ cho quân Nhật trong chiến dịch quan trọng Guadalcanal trên quần đảo Solomon. Còn sống sót sau khi quân Nhật bị đánh bại trên đảo Guadalcanal, Sumiyoshi nhận lệnh chỉ huy các đơn vị pháo binh của Đông Bộ quân, đặt trụ sở tại Tokyo vào tháng 9 năm 1944.

### Sách
- Fuller, Richard (1992). Shokan: Hirohito's Samurai. London: Arms and Armor. ISBN 1-85409-151-4.
- Frank, Richard (1990). Guadalcanal: The Definitive Account of the Landmark Battle. New York: Random House. ISBN 0-394-58875-4.
- Griffith, Samuel B. (1963). The Battle for Guadalcanal. Champaign, Illinois, USA: University of Illinois Press. ISBN 0-252-06891-2.
- Rottman, Gordon L. (2005). Japanese Army in World War II:  The South Pacific and New Guinea, 1942-43. Dr. Duncan Anderson (biên tập tư vấn). Oxford and New York: Osprey. ISBN 1-84176-870-7.